# Elección papal de 1124
Las elecciones papales de 1124 (celebradas del 16 al 21 de diciembre) tuvieron lugar después de la muerte del papa Calixto II el 13 de diciembre de 1124. Las elecciones se caracterizaron por una lucha de poder entre los cardenales italianos apoyados por la familia Pierleoni y los cardenales del norte apoyados por la familia Frangipani. 
El 16 de diciembre los cardenales eligieron a Theobaldo Boccapecci, el cardenal-sacerdote de Santa Anastasia. Él eligió el nombre de Celestino II. Sin embargo, antes de su consagración, un grupo armado de los Frangipani atacó e hirió al papa recién elegido. En la confusión siguiente, el obispo de Ostia Lamberto Scannabecchi, el candidato de los Frangipani fue proclamado papa bajo el nombre de Honorio II. 
Después de varios días de lucha entre facciones, Celestino fue abandonado por sus partidarios. Sin embargo, Honorio no aceptó el trono de esta manera y renunció también. Fue reelegido y consagrado inmediatamente el 21 de diciembre de 1124.

## Contexto
Las presiones que se acumulaban en la Curia, junto con los conflictos en curso entre la nobleza romana, estallarían después de la muerte del papa Calixto II en 1124. Los pontificados de Urbano II y Pascual II habían visto una expansión en el Colegio Cardenalicio de clérigos italianos que fortalecieron la influencia romana local. Estos cardenales se mostraban reacios a reunirse con el grupo de cardenales recientemente promovido por Calixto II, que eran principalmente franceses o borgoñones.
En lo que respecta a los cardenales de mayor edad, estos cardenales más nuevos eran innovadores peligrosos y estaban decididos a resistir su creciente influencia. Los cardenales del norte, liderados por el cardenal Aymeric de Bourgogne (el canciller papal), estaban igualmente decididos a asegurar que el papa electo fuera uno de sus candidatos. Ambos grupos buscaban el apoyo de las grandes familias romanas.
Para 1124, había dos grandes facciones que dominaban la política local en Roma: la familia Frangipani, que controlaba la región alrededor del Coliseo fortificado y apoyaba a los cardenales del norte, y la familia Pierleoni, que controlaba la Isla Tiberina y la fortaleza del Teatro de Marcelo y apoyaba a los cardenales italianos. Con la muerte de Calixto II el 13 de diciembre de 1124, ambas familias acordaron que la elección del próximo papa debería ser en tres días, de acuerdo con los cánones de la iglesia. 
Los Frangipani, liderados por Leo Frangipani, presionaron para un retraso para que pudieran promover a su candidato preferido, Lamberto, pero el pueblo estaba ansioso por ver a Saxo de Anagni, el cardenal-sacerdote de San Stefano in Celiomonte elegido como el próximo papa. León, deseoso de asegurar una elección válida, se acercó a los miembros clave del entorno de cada cardenal, prometiéndoles a cada uno que apoyaría a su señor cuando la votación para la elección estuviera en marcha.

## Elección
El 16 de diciembre, los cardenales, incluido Lamberto, se reunieron en la capilla del monasterio de San Pancracio, anexo al sur de la basílica de Letrán. Allí, por sugerencia de Jonathas, cardenal diácono de Santi Cosma e Damiano, partidario de la familia Pierleoni, los cardenales eligieron por unanimidad como Papa al cardenal presbítero de Santa Anastasia, Theobaldo Boccapecci, que tomó el nombre de Celestino II. Apenas se había puesto el manto rojo y se estaba cantando el Te Deum cuando un grupo armado dirigido por Roberto Frangipani (en un movimiento preestablecido con el cardenal Aymeric) irrumpió, atacó al recién entronizado Celestino, que estaba herido, y aclamó a Lamberto como Papa.
Como Celestino no había sido consagrado papa formalmente, el candidato herido se declaró dispuesto a dimitir, pero la familia Pierleoni y sus partidarios se negaron a aceptar a Lamberto, quien en la confusión había sido proclamado papa con el nombre de Honorio II. Los historiadores llaman a la elección "una parodia del procedimiento canónico".
Roma se sumió en luchas internas entre facciones, mientras el cardenal Aymeric y León Frangipani intentaban vencer la resistencia de Urbano, el prefecto de la ciudad, y la familia Pierleoni con sobornos y promesas extravagantes. Finalmente, los partidarios de Celestino lo abandonaron, dejando a Honorio como único aspirante al trono papal. Honorio, reacio a aceptar el trono de esa manera, renunció a su cargo ante los cardenales reunidos, pero fue reelegido y consagrado de inmediato y por unanimidad el 21 de diciembre de 1124.

## Cardenales
El Colegio Cardenalicio probablemente tenía entre 47 y 53 miembros.{{refn|group="lower-alpha"|Miranda Hay poca información disponible sobre qué cardenales estaban realmente presentes en Roma durante las elecciones.